# Rabštejnská Lhota
Rabštejnská Lhota, bis 1924 Lhota (deutsch Rabensteiner Lhota) ist eine Gemeinde in Tschechien. Sie liegt fünf Kilometer südlich von Chrudim und gehört zum Okres Chrudim.

## Geographie

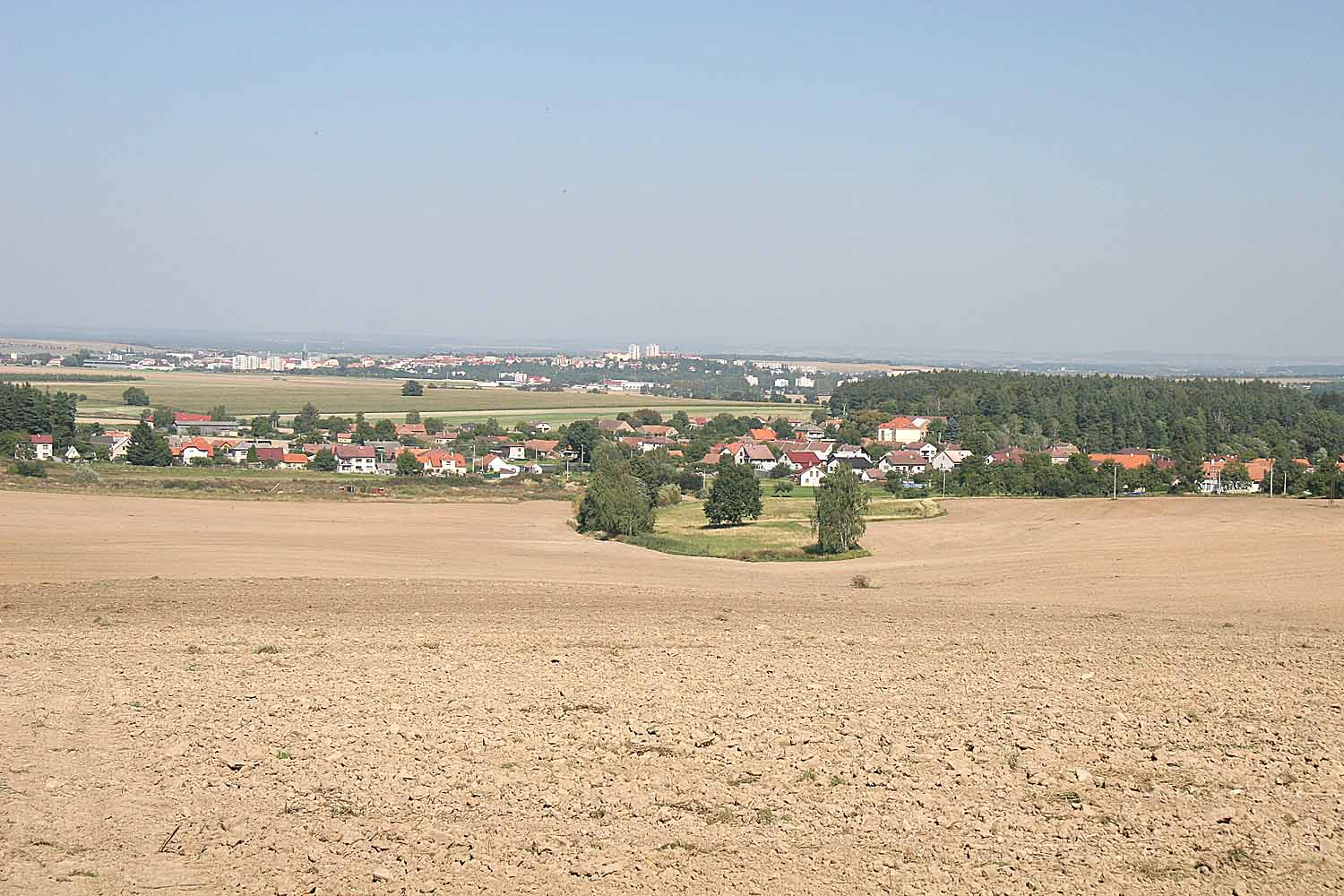
Blick von Rabštejn auf Rabštejnská Lhota, im Hintergrund Chrudim

Rabštejnská Lhota befindet sich im Tal eines namenlosen Baches am Rand des Landschaftsschutzgebietes CHKO Železné hory in den nördlichen Ausläufern des Eisengebirges. Durch den Ort führt die Staatsstraße II/340 zwischen Chrudim und Seč. In Rabštejnská Lhota liegen die Teiche Rohlík und Kopičák. Östlich erheben sich die Podhůra (356 m n.m.) und die Hůra (392 m n.m.), im Süden der Zabitý kopec (363 m n.m.), südwestlich der Rabštejnek (401 m n.m.) sowie im Nordwesten der Dubinec (315 m n.m.).
Nachbarorte sind Sobětuchy und Vrcha im Norden, Chrudim III, Píšťovy, Podhůra und Kometa im Nordosten, Slatiňany, Monako und Škrovád im Osten, Tyrolský domek, Kochánovice und Trpišov im Südosten, Týnecká hájovna und Smrkový Týnec im Süden, Rabštejn und Čejkovice im Südwesten, Palučiny, Janovice und Skupice im Westen sowie Morašice und Stolany im Nordwesten.

## Geschichte
Die erste schriftliche Erwähnung von Lhota erfolgte 1414 unter den Gütern der Burg Rabstein. Das Dorf ist eine der zahlreichen nach dem Lhotensystem angelegten Ortschaften. Im Jahre 1540 verkauften die Vladiken Šárovec von Šárov die Burg Rabstein an die Königsstadt Chrudim, für die die Burg jedoch keine Bedeutung hatte. Wegen der Beteiligung der Stadt am Ständeaufstand gegen die Habsburger konfiszierte König Ferdinand I. 1547 deren Güter. Neuer Besitzer der Güter Rabstein und Slatiňany wurde Johann von Pernstein, der sie noch im selben Jahre an Hermann Lhotsky von Zasmuk verkaufte. Von 1554 bis 1575 gehörte das Gut Slatiňany mit Rabstein den Herren Franěk von Liběchov. Bohuslav Mazanec von Frymburk, der das Gut 1575 erworben hatte, bewohnte die Burg Rabstein nur noch während des Umbaus der Feste Slatiňany zu einem Schloss. Nach der Vollendung des Schlosses Slatiňany übersiedelte Mazanec 1585 wieder nach Slatiňany und überließ die baufällige Burg dem Verfall.
Nachfolgende Besitzer des Gutes Slatiňany mit Rabstein waren von 1594 bis 1622 die Karlík von Nežetice. 1623 verkaufte die Hofkammer das nach der Schlacht am Weißen Berg aus dem Besitz von Georg Karlík von Nežetice konfiszierte Gut für 24.000 Schock an Leo Burian Berka von Dubá und Lipa. Im Jahre 1670 erwarb Franz Adam von Bubna und Lititz das Gut; ab 1680 gehörte es Jaroslaus Puchart von Wodierad und Janowitz, danach ab 1710 den Herren Zumsand von Sandberg. Letztere verkauften das Gut Slatiňany mit Rabstein 1732 an Joseph Franz von Schönfeld, der es an seine Herrschaft Nassaberg anschloss. Mit seinem Tod erlosch 1737 das Grafengeschlecht von Schönfeld im Mannesstamme; seine Tochter und Universalerbin Maria Katharina heiratete 1746 Johann Adam von Auersperg, der 1753 nach dem Tod seiner Frau die Herrschaft Nassaberg erbte. 1795 übernahm Johann Adams Neffe Karl Joseph Franz von Auersperg die Herrschaft für Johann Adams Adoptivsohn und Universalerben Vincenz von Auersperg (1790–1812). Da dieser kurz nach Erreichen der Volljährigkeit verstarb, verwaltete Karl Joseph Franz von Auersperg bis zu seinem Tode im Jahre 1822 zusammen mit der Witwe Gabriela Maria, geborene von Lobkowitz, die Herrschaften Nassaberg, Schleb und Tupadl für den minderjährigen Sohn Vincenz Karl Joseph von Auersperg (1812–1867). 
Im Jahre 1835 bestand das im Chrudimer Kreis gelegene Dorf Lhota aus 22 Häusern, in denen 159 Personen, darunter eine protestantische Familie lebten. Abseits lagen ein Hegerhaus und das Wirtshaus Krčma. Pfarrort war Slatinan. Bis zur Mitte des 19. Jahrhunderts blieb Lhota der Herrschaft Nassaberg untertänig.
Nach der Aufhebung der Patrimonialherrschaften bildete Lhota ab 1849 mit den Ortsteilen Rabstein und Týnec eine Gemeinde im Gerichtsbezirk Chrudim. Ab 1868 gehörte die Gemeinde zum politischen Bezirk Chrudim. 1869 hatte das Dorf Lhota 177 Einwohner, in der gesamten Gemeinde waren es 434. Im Jahre 1900 lebten in der Gemeinde 561 Personen, 1910 waren es 593. Seit 1924 führt die Gemeinde den Namen Rabštejnská Lhota. Im Jahre 1949 lösten sich Smrkový Týnec und Rabštejn los und bildeten die Gemeinde Smrkový Týnec; beide Dörfer wurden 1964 wieder nach Rabštejnská Lhota eingemeindet. Ab dem 1. April 1974 gehörten Rabštejn, Rabštejnská Lhota und Smrkový Týnec als Ortsteile zu Sobětuchy. Seit dem 1. Januar 1999 besteht die Gemeinde Rabštejnská Lhota wieder.

## Gemeindegliederung
Die Gemeinde Rabštejnská Lhota besteht aus den Ortsteilen Rabštejn (Rabenstein), Rabštejnská Lhota (Rabensteiner Lhota) und Smrkový Týnec (Fichtenteinitz). Zu Rabštejnská Lhota gehören zudem die Einschichten Perný und Tyrolský domek.
Das Gemeindegebiet gliedert sich in die Katastralbezirke Rabštejnská Lhota und Smrkový Týnec.

## Sehenswürdigkeiten

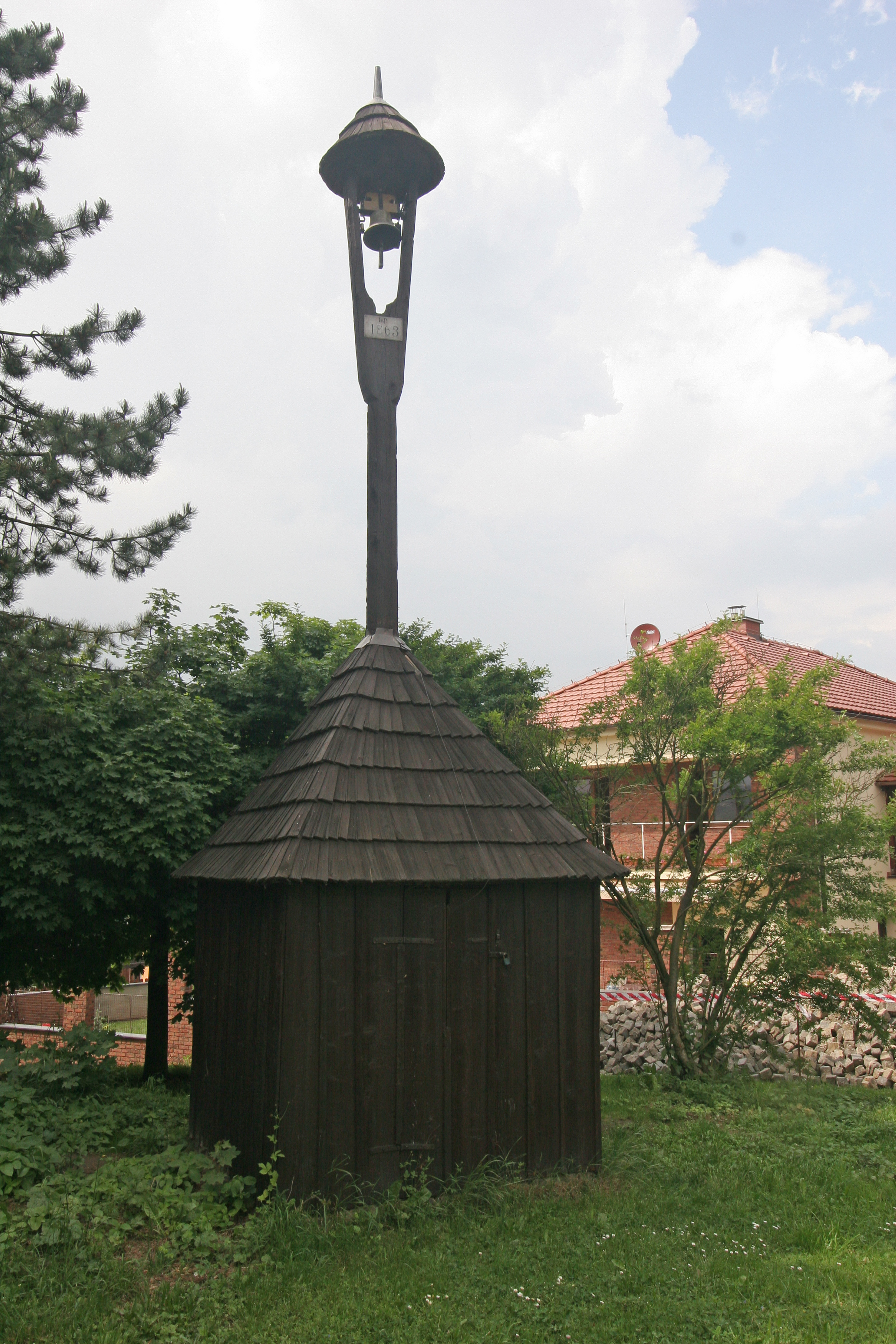
Glockenbaum in Rabštejnská Lhota

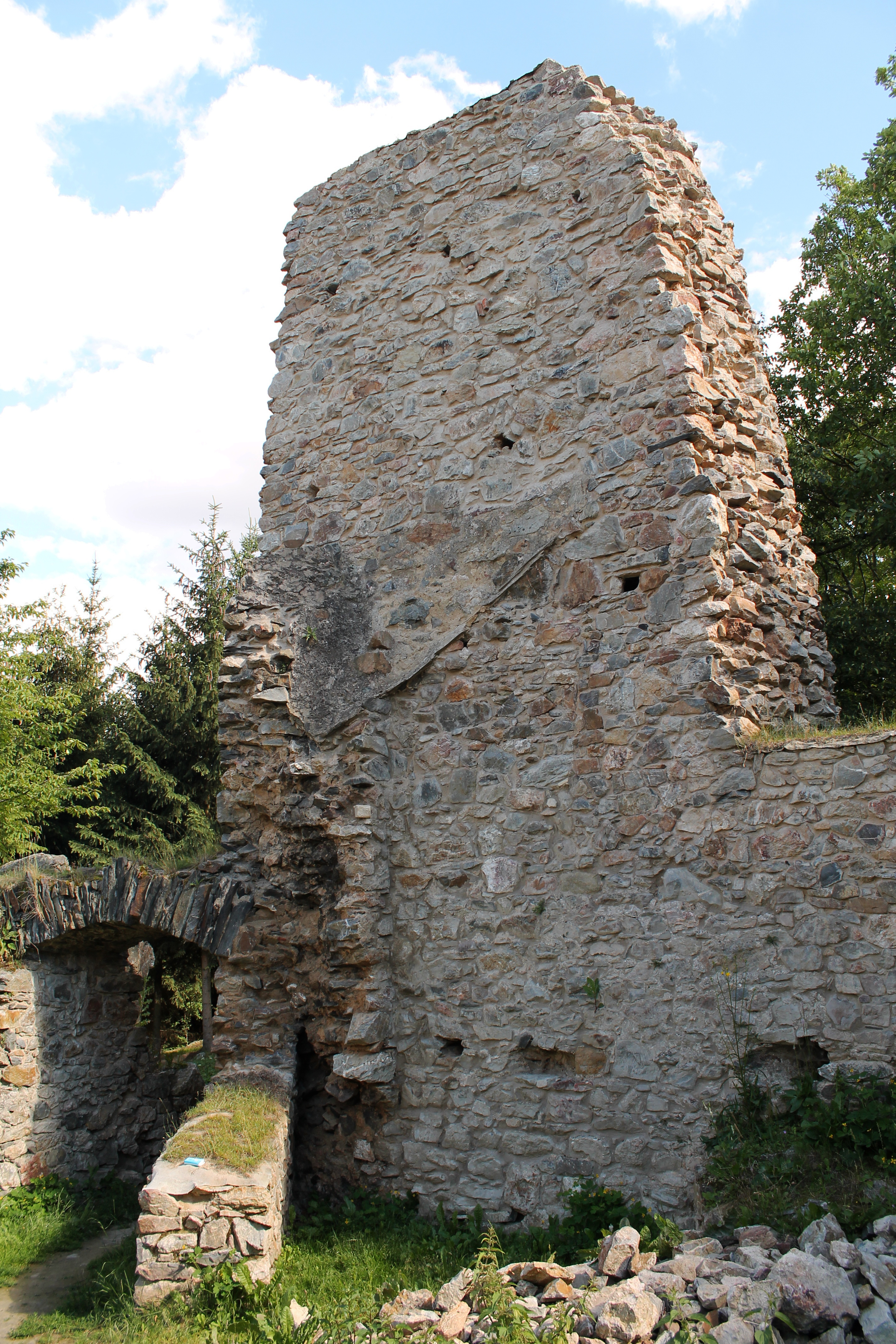
Burgruine Rabštejnek

- Burgruine Rabštejnek (Rabstein), die seit 1405 nachweisliche Burg wurde 1585 verlassen
- Glockenbaum in Rabštejnská Lhota, Kulturdenkmal
- Gedenkstein für die Gefallenen des Ersten Weltkrieges auf dem Dorfplatz von Rabštejnská Lhota
- Naturdenkmal Na Skalách, neuerdings „Mořské pobřeží“ genannt, östlich von Rabštejnská Lhota. Das 1983 unter Schutz gestellte Gebiet mit einer Ausdehnung von 4,75 ha ist ein gut erhaltener Küstenabschnitt des Kreidemeeres.[6]